# James Weatherall
Sir James Lamb Weatherall (28 febbraio 1936 – 18 marzo 2018) è stato un ammiraglio inglese.

## Carriera
Frequentò il Gordonstoun School e il Britannia Royal Naval College, e nel 1954 entrò nella Royal Navy.
Egli ottenne il comando della fregata HMS Andromeda nel 1982, servendo nella Guerra delle Falkland e prese il comando della portaerei HMS Ark Royal nel 1985.
Egli si unì allo staff del Supreme Headquarters Allied Powers Europe nel 1987 e poi divenne vice Supreme Allied Commander Atlantic nel 1989 prima di ritirarsi nel 1991.
Nel pensionamento divenne Maresciallo del corpo diplomatico, sostituendo John Richards, e un fiduciario del braccio britannico del World Wide Fund for Nature.

## Matrimonio
Nel 1962 sposò Jean Stewart. La coppia ebbe tre figlie.